# Maroi Mezien
Maroi Al-Mezien (Túnez, 28 de octubre de 1988) es una deportista tunecina que compite en lucha libre. Ganó una medalla de bronce en los Juegos Panafricanos de 2015. Ha ganado también ocho medallas en el Campeonato Africano entre los años 2009 y 2016. Participó en los Juegos Olímpicos de Londres 2012, consiguiendo un 14.º puesto. Obtuvo una medalla de bronce en los Juegos Mediterráneos de 2013.

## Palmarés internacional
| Juegos Panafricanos  | Juegos Panafricanos               | Juegos Panafricanos | Juegos Panafricanos |
| Año                  | Lugar                             | Medalla             | Categoría           |
| -------------------- | --------------------------------- | ------------------- | ------------------- |
| 2015                 | Brazzaville (República del Congo) | Medalla de bronce   | 48 kg               |
| Campeonato Africano  |                                   |                     |                     |
| Año                  | Lugar                             | Medalla             | Categoría           |
| 2009                 | Casablanca (Marruecos)            | Medalla de bronce   | 51 kg               |
| 2010                 | El Cairo (Egipto)                 | Medalla de oro      | 48 kg               |
| 2011                 | Dakar (Senegal)                   | Medalla de bronce   | 48 kg               |
| 2012                 | Marrakech (Marruecos)             | Medalla de bronce   | 48 kg               |
| 2013                 | Yamena (Chad)                     | Medalla de oro      | 48 kg               |
| 2014                 | Túnez (Túnez)                     | Medalla de oro      | 48 kg               |
| 2015                 | Alejandría (Egipto)               | Medalla de plata    | 48 kg               |
| 2016                 | Alejandría (Egipto)               | Medalla de bronce   | 53 kg               |
| Juegos Mediterráneos |                                   |                     |                     |
| Año                  | Lugar                             | Medalla             | Categoría           |
| 2013                 | Mersin (Turquía)                  | Medalla de bronce   | 48 kg               |